# Thalictrum tuberiferum
Thalictrum tuberiferum là một loài thực vật có hoa trong họ Mao lương. Loài này được Maxim. miêu tả khoa học đầu tiên năm 1876.